# Lissochelifer mortensenii
Lissochelifer mortensenii är en spindeldjursart som först beskrevs av With 1906.  Lissochelifer mortensenii ingår i släktet Lissochelifer och familjen tvåögonklokrypare. Inga underarter finns listade i Catalogue of Life.